# Erotic Survivor
Pour les articles homonymes, voir Le Survivant (homonymie).
Pour plus de détails, voir Fiche technique et Distribution.
Erotic Survivor est un film américain réalisé par John Bacchus sorti en 2001.

Le film est une parodie érotique de l'émission de télé réalité Survivor.
Le tournage a eu lieu dans le New Jersey.

## Synopsis
Deux équipes lâchées dans la forêt vont essayer d'être au top de l'érotisme sauvage pour sortir vainqueur et gagner les cent dollars du Grand Prix. 
L'équipe des filles, la tribu Puu-Nani, va affronter la tribu des Hey-hu-nanni composée de trois garçons et une fille.
Ces cinq lesbiennes torrides et ces trois hommes vont essayer de devenir « le survivant érotique ».

## Fiche technique
- Titre : Erotic Survivor
- Réalisateur : John Bacchus
- Scénario : John Bacchus & Michael Raso
- Langue : Anglais
- Format : Couleurs
- Durée : 97 minutes
- Pays :  États-Unis
- Date de sortie : 2001 aux États-Unis

## Distribution
- Darian Caine : Darian (tribu des Puu-Nanni)
- Misty Mundae : Misty (tribu des Puu-Nani)
- Jade Duboir : Jade (tribu des Puu-Nanni)
- Ruby Larocca : Esmerelda (tribu des Puu-Nanni)
- Debbie Rochon : Mary Whitehead (tribu des Hey-hu-nanni)
- Justin Wingenfeld : Christian Wright (tribu des Hey-hu-nanni)
- William Hellfire : Ward Lucas (tribu des Hey-hu-nanni)
- Joey Smack : Bernie Lombardo (tribu des Hey-hu-nanni)
- John Bacchus : le directeur